# Отчаяние (роман Семёнова)
«Отчаяние» — роман Юлиана Семёнова 1990 года из цикла о советском разведчике Максиме Исаеве, более известном как Штирлиц. В произведении рассказывается о возвращении Исаева в СССР в 1947 году, его аресте, а также о событиях, которые происходят в СССР в последние годы жизни Сталина.

В биографической книге о своём отце Ольга Семёнова рассказывает, как писатель создавал этот роман:
Прав был старенький Сименон, предупреждавший, что расставание со Штирлицем будет болезненным. Никогда отцу не было так трудно писать, как в тот раз, когда он начал о нём последнюю вещь, называвшуюся „Отчаяние“. Тяжело было не только из-за приближавшегося расставания, но и из-за сюжета. …К чести отца он написал то, что написать было должно и нужно, но как же больно ему было ту безжалостную правду писать.

## Сюжет
Между окончанием предыдущей книги «Экспансия-III» и началом этой книги прошло совсем немного времени. Из Южной Америки Максим Максимович Исаев («Штирлиц») доставлен в Москву. Ещё на пароходе, думая, что он у своих (так оно и есть), Штирлиц начинает впервые за много лет говорить по русски. Но его вначале неожиданно допрашивают по-английски, и только после объясняют: это была проверка. Штирлиц снова радуется, пишет откровенные объяснения о своей прошлой жизни и работе, ждет встречи с семьей. После чего его неожиданно везут не домой, а во внутреннюю тюрьму на Лубянке. Его решают использовать в закулисной игре с арестованным шведским дипломатом Раулем Валленбергом. Проблема в том, что арестовав Валленберга, который из нейтральной страны, еврей, да ещё и дипломат, СССР попал в щекотливую ситуацию. Чтоб выйти из неё, нужно чтоб Валленберг дал показания против себя и заодно против некоторых сионистских организаций. Валленбергом занимаются руководители МГБ СССР, в частности Деканозов, Кобулов и Влодзимирский. В обмен на согласие участвовать в провокации против Валленберга Исаеву обещают личную свободу, а также свободу его любимой женщине Александре Гаврилиной и их сыну Александру. И Гаврилина, и Исаев-младший были в разное время арестованы МГБ, а Исаев-младший доведён пытками до сумасшествия. Штирлица «подсаживают» в камеру к Валленбергу, но он решает предупредить шведа и срывает игру. Как опытный разведчик, Штирлиц по многим признакам догадывается, что его обманывают, и даже делает вывод, что МГБ работает намного хуже, чем секретные службы третьего рейха.
Одновременно с этими событиями в СССР разворачиваются так называемые «ленинградское дело» и «борьба с космополитами». Результатом этих санкционированных Сталиным действий становятся уничтожение бывшего и нынешнего высшего партийного и государственного руководства Ленинграда (Кузнецов, Вознесенский), на которых возлагались основные надежды позитивных перемен в партии. Также, несмотря на неудачу с Валленбергом, разворачивается кампания антисемитизма, сопровождающаяся арестами и расстрелами известных врачей, учёных и представителей творческой интеллигенции еврейского происхождения (Михоэлс, Шимелиович, Фефер и др.).
Штирлиц объясняет, что «подстраховался» (депонировал в банке на Западе компромат на советское руководство, который собирал за годы работы) и в комбинации с Валленбергом работать не будет. Тогда же из США Штирлицу приходит письмо — предсмертная записка от Спарка; в ней говорится, что жена и дети Спарка тоже погибли, а Пол (Роумэн) пропал. Но это письмо подтверждает следователям, что контакты в США у Штирлица были. Тогда его заменяют на провокатора. Также Валленбергу устраивают провокационную встречу со Штирлицем («Сейчас наконец вы встретитесь с тем, кто все эти годы курировал ваше дело»), чтобы он не вел себя больше так, как советовал ему Штирлиц. Валленберг при виде одетого по форме Штирлица впадает в ужас, а Штирлиц, поняв обман, устраивает драку со следователями, в которой его избивают до потери сознания.
Ещё спустя три года Берия, организующий заговор против Сталина, пытается использовать Исаева как орудие мести, и рассказывает тому, что лично Сталин подписал смертный приговор Александре Гаврилиной и Исаеву-младшему. Однако замысел не удаётся (Штирлиц отвечает лишь : «История отомстит»). Берия, тем не менее, переводит Максима Максимовича в «хороший лагерь», не дальше двух часов лета от Москвы, чтобы он всегда был под рукой (явно что-то ещё затевая). Книга заканчивается на том, что прежнего Штирлица более нет; «если что и осталось, то лишь одно — отчаяние».
В эпилоге к книге рассказывается о пытках и казни фигурантов «ленинградского дела», а также о «деле врачей», повлиявшем и на арест Абакумова, и на смерть Сталина в марте 1953 года. Перед смертью Сталин говорит Берии о Штирлице: «Пройдет на процессе (врачей) как еврей, вздернем на Лобном рядом с изуверами…», просто потому что фамилия Штирлиц показалась Сталину еврейской…
Упоминается, что после смерти Сталина и ареста Берии Исаева освобождают, полностью реабилитируют и вручают ему заслуженные награды, в частности, Звезду Героя Советского Союза. Максим Максимович начинает работать в Институте истории, пишет докторскую диссертацию на тему «Национал-социализм, неофашизм; модификации тоталитаризма», однако по распоряжению Суслова работа Исаева объявляется «закрытой» (то есть засекречивается), и учёная степень «доктор наук» присваивается Максиму Максимовичу без официальной защиты.
В связи с тем, что героями литературного произведения являются реальные исторические персонажи, некоторые детали романа не вполне точны. Л. П. Берия с 29 декабря 1945 года до 5 марта 1953 года формально не имел отношения к органам госбезопасности, однако с 18 марта 1946 года в качестве заместителя председателя Совета Министров, курировал работу МВД, МГБ и Министерства государственного контроля СССР. Подручные Берии Деканозов и Кобулов никогда не служили в МГБ СССР. Владимир Деканозов был заместителем начальника Главного управления государственной безопасности НКВД, был одним из главных организаторов чисток армии и органов внутренних дел в начале 1939 года. Богдан Кобулов был заместителем наркома НКВД ГрузССР (1937—1938), НКВД СССР (1941—1943) и НКГБ (1941, 1943—1945), 1-м замминистра внутренних дел СССР (1953); был одним из главных организаторов сталинских репрессий.